# ÖBB 2067 sorozat
Az ÖBB 2067 sorozat egy osztrák C tengelyelrendezésű dízelmozdony-sorozat. 1959 és 1978 között gyártotta az SGP Wien-Floridsdorf. Összesen 111 db készült a sorozatból. Selejtezésük 2010-ben kezdődött és napjainkban is tart.

## Története
Miután az ÖBB 2060 sorozatú és az ÖBB 2062 sorozatú kéttengelyes dízelmozdonyok sok feladathoz túl gyengének bizonyultak, az SGP vállalat kifejlesztette a 600 lóerős, háromtengelyes 2067-es sorozatot. A motor alapja a négyütemű, tizenkét hengeres SGP S12a típusú motor. A teljesítményt egy hidraulikus Voith sebességváltó (L28St típus) továbbította egy emelőtengelyre, amely rúdhajtással kapcsolódott a három tengelyhez. 1959 és 1977 között összesen 111 mozdonyt vett át az ÖBB. A mozdonyok a 31-es rendelési számig kisebb hangtompítóval (és ennek megfelelően hangosabb motorzajjal), valamint eltérő orr-résszel rendelkeztek. A sorozat 2067.42-51-es és 2067.102-es mozdonyai - számos kisebb fejlesztés mellett - az építési időszak alatt többszörös vezérléssel voltak felszerelve. 1976. november 9-én a 2067.41-es vonat kisiklott Erzbergnél, és lezuhant egy padkáról. Ezt a mozdonyt átépítették. 1997-ben az ÖBB a 2067.093-at tesztelési céllal rádiótávvezérlővel szerelte fel. A mozdonyt e különleges felszereltség miatt 2167.093-ra keresztelték át. A kilencvenes években az ÖBB a VOEST-től szerezte be a 425.01-et, hogy a 2066.01-et a bécsi Floridsdorfban és Jedlersdorfban működő műhelyes tolatásban helyettesítse. Az LDH 420-as sorozatba tartozó mozdonyt, amelyet a liesingi villamosvasút is megvásárolt, 1959-ben vásárolta meg a VOEST, és a későbbi 2067-es alapjának/prototípusának tekinthető. Az utóbbival ellentétben az LDH 420-as motorja csak 310 kW/421 LE teljesítményű, ami a turbófeltöltő hiányának köszönhető. Ezt a mozdonyt sok részletében a sorozat mozdonyaihoz igazították, többek között egy SGP S12na motor beépítésével, és a 2067 201-0 pályaszámot kapta. Azonban ez a mozdony egyedi példány maradt, és 2000-ben elsőként vonták ki a forgalomból. 2001-ben megkezdődött a sorozatgyártású gépek selejtezése, amely a mai napig tart. Ezeket még mindig használják szórványosan kisebb tolató- és alagútmentő vonatokhoz. 2020/2021-ben hivatalosan 10 mozdony marad aktív szolgálatban, köztük a 2067 001 és 003-as mozdonyok.